# Ibrahim Aoudou
Ibrahim Aoudou (Mbalmayo, Camerún francés; 23 de agosto de 1955 – 19 de abril de 2022) fue un futbolista de Camerún que jugó en la posición de defensa.

## Carrera

### Club
| Periodo   | Club          | Apariciones | Goles |
| --------- | ------------- | ----------- | ----- |
| 1976-1981 | Canon Yaoundé | 10          | 0     |
| 1981-1984 | AS Cannes     | 69          | 3     |
| 1985-1986 | Besançon RC   | 22          | 0     |
| 1986–1987 | USC Corte     | 0           | 0     |

### Selección nacional
Jugó para Camerún en 49 ocasiones de 1979 a 1986 y anotó cuatro goles; participó en la copa Mundial de Fútbol de 1982, los Juegos Olímpicos de Los Ángeles 1984 y tres ediciones de la Copa Africana de Naciones.

## Logros

### Club
- Primera División de Camerún (3): 1977, 1979, 1980
- Copa de Camerún (2): 1977, 1978
- Copa Africana de Clubes Campeones (2): 1978, 1980
- Recopa Africana (1): 1979

### Selección nacional
- Copa Africana de Naciones (1): 1984

### Individual
- Lista de los mejores 200 futbolistas africanos de la historia en 2006.[4]